# Donatien de Bruyne
Donatien de Bruyne (ur. 7 października 1871 w Neuf-Église, zm. 5 sierpnia 1935) – francuski biblista, krytyk tekstu Wulgaty, zajmował się łacińską patrystyką, benedyktyn. 
W roku 1895 został ordynowany. Badał starołacińskie rękopisy biblijne oraz Wulgaty. Niektóre rękopisy skolacjonował, np. Codex Frisingensis w 1921, Codex Carinthianus w 1923. 
Podważył Hieronimowe autorstwo Listów Pawła w Wulgacie, ponieważ pod koniec IV wieku Hieronim napisał komentarz do Listu do Hebrajczyków z tekstem odbiegającym od Wulgaty. Znalazł wiele podobieństw zachodzących pomiędzy Listami Pawła Wulgaty a cytatami biblijnymi w pismach Pelagiusza i na tej podstawie twierdził, że są one dziełem Pelagiusza. 
De Bruyne znalazł w 1930 roku antymarcjonistyczny do Prolog do Ewangelii Jana.

## Publikacje
- Une Concordance Biblique d’Origine Pélagiense Revue biblique 5 (1908), ss. 75-83.
- Sommaires, divisions et rubriques de la Bible latine (Namur, 1914).
- Étude sur les origines de notre texte latin de saint Paul, Revue biblique 12 (1915), ss. 358-392.
- Préfaces de la Bible latine (Namur, 1920)
- Les fragments de Freising (épîtres de S. Paul et épîtres catholiques), Rome, Bibliothèque Vaticane, 1921.
- Les plus anciens prologues latins des Évangiles, Revue benedictine 40, 1928.
- Nouveaux Sermons de Saint Pierre Chrysologue, Journal of Theological Studies 29 (1928), ss. 362-368.